# Saint-Cyr-en-Talmondais
Saint-Cyr-en-Talmondais é uma comuna francesa na região administrativa da Pays de la Loire, no departamento de Vendéia. Estende-se por uma área de 13,91 km². Em 2010 a comuna tinha 400 habitantes (densidade: 28,8 hab./km²).